# Ыджид-Парус-Ёль
Ыджид-Парус-Ёль, Парус-Ёльвож — река в России, протекает по территории Троицко-Печорского района Республики Коми. Устье реки находится в 16 км по правому берегу реки Укъю. Длина реки составляет 24 км.
Река берёт начало на Северном Урале, северо-восточнее горы Листовка-Ёль (1096 м НУМ). Река течёт на юг, параллельно восточным склонам хребта Щука-Ёльиз. Течение носит горный характер, всё течение проходит в ненаселённой холмистой тайге на территории Печоро-Илычского заповедника. Ширина реки в нижнем течении около 25 метров, скорость течения около 1,5 м/с.
Впадает в Укъю юго-восточнее горы Парус-Из (541 м НУМ).

## Данные водного реестра
По данным государственного водного реестра России относится к Двинско-Печорскому бассейновому округу, водохозяйственный участок реки — Печора от истока до водомерного поста у посёлка Шердино, речной подбассейн реки — Бассейны притоков Печоры до впадения Усы. Речной бассейн реки — Печора.
По данным геоинформационной системы водохозяйственного районирования территории РФ, подготовленной Федеральным агентством водных ресурсов:
- Код водного объекта в государственном водном реестре — 03050100112103000058655
- Код по гидрологической изученности (ГИ) — 103005865
- Код бассейна — 03.05.01.001
- Номер тома по ГИ — 03
- Выпуск по ГИ — 0